# صالح رئیس
صالح رئیس، دریاسالار عثمانی و بیگلربیگی شمال آفریقا بود. مورخان متفق‌القولند که صالح رئیس اصالتاً عرب و از اهالی اسکندریه بوده است. او هنگام ورود ترک‌های عثمانی به مصر با آنها ملاقات کرد. وی در سفرهای دریایی ملوانان عروج و خیرالدین بارباروسا را همراهی کرد و هنرهای جنگی و دریانوردی را در سنین پایین آموخت. از جمله مهم‌ترین دستاوردهای او، سهم او در نجات بقایای مسلمانان در اندلس بود. به او عنوان بیگلربیگی آفریقا، به معنای شاهزاده شاهزاده‌ها، داده شد، عنوانی که دارنده آن را مجاز به صدور دستور به پاشای تونس، طرابلس و الجزایر می‌کرد. او در سال ۱۵۵۲ میلادی سِمَت فرماندار الجزایر را بر عهده گرفت، فتح بجایه را در سال ۱۵۵۵ میلادی از اسپانیایی‌ها تکمیل کرد، شورش‌ها را در مراکش سرکوب کرد و در سال ۱۵۵۴ میلادی فاس را فتح کرد.